# Luigi Apolloni
Luigi Apolloni (Frascati, Roma, 2 de mayo de 1967) es un exfutbolista y director técnico italiano que se desempeñaba en la posición de defensa. Es recordado por su paso por el Parma Calcio 1913, donde ganó muchos títulos durante sus 13 años en el club. A nivel internacional, fue internacional absoluto con la selección de Italia en 15 partidos, y fue parte del plantel del Mundial 1994 que alcanzó la final.

## Selección nacional
Fue internacional con la selección de Italia en 15 ocasiones y marcó 1 gol. Debutó el 27 de mayo de 1994, en un encuentro amistoso ante la selección de Finlandia que finalizó con marcador de 2-0 a favor de los italianos.

### Participaciones en Copas del Mundo
| Mundial              | Sede           | Resultado  |
| -------------------- | -------------- | ---------- |
| Copa Mundial de 1994 | Estados Unidos | Subcampeón |

### Participaciones en Eurocopas
| Eurocopa      | Sede       | Resultado    |
| ------------- | ---------- | ------------ |
| Eurocopa 1996 | Inglaterra | Primera fase |

## Clubes

### Como futbolista
| Club            | País   | Año       |
| --------------- | ------ | --------- |
| A. S. Lodigiani | Italia | 1983-1984 |
| A. C. Pistoiese | Italia | 1984-1986 |
| A. C. Reggiana  | Italia | 1986-1987 |
| Parma F. C.     | Italia | 1987-1999 |
| Hellas Verona   | Italia | 1999-2001 |

### Como entrenador
| Club           | País      | Año       |
| -------------- | --------- | --------- |
| Modena F. C.   | Italia    | 2009-2010 |
| U. S. Grosseto | Italia    | 2010      |
| A. S. Gubbio   | Italia    | 2012      |
| A. C. Reggiana | Italia    | 2012-2013 |
| N. D. Gorica   | Eslovenia | 2013-2014 |
| Parma F. C.    | Italia    | 2015-2016 |
| Modena         | Italia    | 2018-2019 |

## Palmarés

### Como futbolista

#### Campeonatos nacionales
| Título              | Club        | País   | Año     |
| ------------------- | ----------- | ------ | ------- |
| Copa Italia         | Parma F. C. | Italia | 1991-92 |
| Copa Italia         | Parma F. C. | Italia | 1998-99 |
| Supercopa de Italia | Parma F. C. | Italia | 1999    |

#### Copas internacionales
| Título              | Club        | Sede    | Año     |
| ------------------- | ----------- | ------- | ------- |
| Recopa de Europa    | Parma F. C. | Londres | 1992-93 |
| Supercopa de Europa | Parma F. C. | Milán   | 1993    |
| Copa de la UEFA     | Parma F. C. | Milán   | 1994-95 |
| Copa de la UEFA     | Parma F. C. | Moscú   | 1998-99 |

### Como entrenador

#### Campeonatos nacionales
| Título            | Club         | País      | Año     |
| ----------------- | ------------ | --------- | ------- |
| Copa de Eslovenia | N. D. Gorica | Eslovenia | 2013-14 |